# 矮粉背蕨
矮粉背蕨（学名：Aleuritopteris pygmaea）为中国蕨科粉背蕨属下的一个种。

## 扩展阅读
- 維基物種上的相關：矮粉背蕨